# Kvalifikace na Mistrovství světa ve fotbale 1982 (CAF)
Kvalifikace na Mistrovství světa ve fotbale 1982 zóny CAF určila 2 účastníky závěrečného turnaje.
V africké kvalifikaci byly čtyři fáze hrané vyřazovacím systémem doma a venku. Nejlepší 4 týmy byly nasazeny přímo do druhé fáze, zatímco zbylých 24 účastníků začínalo v první fázi. Dva vítězové čtvrté fáze postoupili na závěrečný turnaj.

## První fáze
| Datum                    | Domácí | Výsledek | Hosté  |
| ------------------------ | ------ | -------- | ------ |
| 8. května 1980, Tripolis | Libye  | 2 – 1    | Gambie |
| 6. července 1980, Banjul | Gambie | 0 – 0    | Libye  |

Libye postoupila do druhé fáze díky celkovému vítězství 2-1.
| Datum                        | Domácí  | Výsledek | Hosté   |
| ---------------------------- | ------- | -------- | ------- |
| 18. května 1980, Addis Abeba | Etiopie | 0 – 0    | Zambie  |
| 1. června 1980, Ndola        | Zambie  | 4 – 0    | Etiopie |

Zambie postoupila do druhé fáze díky celkovému vítězství 4-0.
| Datum                     | Domácí       | Výsledek | Hosté        |
| ------------------------- | ------------ | -------- | ------------ |
| 31. května 1980, Freetown | Sierra Leone | 2 – 2    | Alžírsko     |
| 13. června 1980, Oran     | Alžírsko     | 3 – 1    | Sierra Leone |

Alžírsko postoupilo do druhé fáze díky celkovému vítězství 5-3.
| Datum                        | Domácí  | Výsledek | Hosté   |
| ---------------------------- | ------- | -------- | ------- |
| 22. června 1980, Dakar       | Senegal | 0 – 1    | Maroko  |
| 6. července 1980, Casablanca | Maroko  | 0 – 0    | Senegal |

Maroko postoupilo do druhé fáze díky celkovému vítězství 1-0.
| Datum                    | Domácí  | Výsledek | Hosté   |
| ------------------------ | ------- | -------- | ------- |
| 22. června 1980, Conakry | Guinea  | 3 – 1    | Lesotho |
| 6. července 1980, Maseru | Lesotho | 1 – 1    | Guinea  |

Guinea postoupila do druhé fáze díky celkovému vítězství 4-2.
| Datum                      | Domácí  | Výsledek | Hosté   |
| -------------------------- | ------- | -------- | ------- |
| 29. června 1980, Yaoundé   | Kamerun | 3 – 0    | Malawi  |
| 20. července 1980, Kasungu | Malawi  | 1 – 1    | Kamerun |

Kamerun postoupil do druhé fáze díky celkovému vítězství 4-1.
| Datum                    | Domácí  | Výsledek | Hosté   |
| ------------------------ | ------- | -------- | ------- |
| 29. června 1980, Tunis   | Tunisko | 2 – 0    | Nigérie |
| 12. července 1980, Lagos | Nigérie | 2 – 0    | Tunisko |

Celkové skóre dvojzápasu bylo 2-2. Nigérie zvítězila v penaltovém rozstřelu 4-3 a postoupila do druhé fáze.
| Datum                           | Domácí   | Výsledek | Hosté    |
| ------------------------------- | -------- | -------- | -------- |
| 5. července 1980, Nairobi       | Keňa     | 3 – 1    | Tanzanie |
| 19. července 1980 Dar es Salaam | Tanzanie | 5 – 0    | Keňa     |

Tanzanie postoupila do druhé fáze díky celkovému vítězství 6-3.
| Datum                       | Domácí   | Výsledek | Hosté    |
| --------------------------- | -------- | -------- | -------- |
| 13. července 1980, Kinshasa | Zair     | 5 – 2    | Mosambik |
| 27. července 1980, Maputo   | Mosambik | 1 – 2    | Zair     |

Zair postoupil do druhé fáze díky celkovému vítězství 7-3.
| Datum                        | Domácí   | Výsledek | Hosté    |
| ---------------------------- | -------- | -------- | -------- |
| 16. července 1980, Niamey    | Niger    | 0 – 0    | Somálsko |
| 27. července 1980, Mogadishu | Somálsko | 1 – 1    | Niger    |

Celkové skóre dvojzápasu bylo 1-1. Niger postoupil do druhé fáze díky více vstřeleným brankám na hřišti soupeře.
- Uganda se vzdala účasti, takže
- Madagaskar postoupil do druhého kola bez boje.
- Ghana se vzdala účasti,takže
- Egypt postoupil do druhého kola bez boje.

## Druhá fáze
| Datum                      | Domácí   | Výsledek | Hosté    |
| -------------------------- | -------- | -------- | -------- |
| 12. října 1980, Douala     | Kamerun  | 2 – 0    | Zimbabwe |
| 16. listopadu 1980, Harare | Zimbabwe | 1 – 0    | Kamerun  |

Kamerun postoupil do třetí fáze díky celkovému vítězství 2-1.
| Datum                      | Domácí | Výsledek | Hosté  |
| -------------------------- | ------ | -------- | ------ |
| 16. listopadu 1980, Fes    | Maroko | 2 – 0    | Zambie |
| 30. listopadu 1980, Lusaka | Zambie | 2 – 0    | Maroko |

Celkové skóre dvojzápasu bylo 2-2. Maroko zvítězilo v penaltovém rozstřelu 5-4 a postoupilo do třetí fáze.
| Datum                            | Domácí     | Výsledek | Hosté      |
| -------------------------------- | ---------- | -------- | ---------- |
| 16. listopadu 1980, Antananarivo | Madagaskar | 1 – 1    | Zair       |
| 21. prosince 1980, Kinshasa      | Zair       | 3 – 2    | Madagaskar |

Zair postoupil do třetí fáze díky celkovému vítězství 4-3.
| Datum                            | Domácí   | Výsledek | Hosté    |
| -------------------------------- | -------- | -------- | -------- |
| 6. prosince 1980, Lagos          | Nigérie  | 1 – 1    | Tanzanie |
| 20. prosince 1980, Dar es Salaam | Tanzanie | 0 – 2    | Nigérie  |

Nigérie postoupila do třetí fáze díky celkovému vítězství 3-1.
| Datum                      | Domácí  | Výsledek | Hosté   |
| -------------------------- | ------- | -------- | ------- |
| 7. prosince 1980, Monrovia | Libérie | 0 – 0    | Guinea  |
| 21. prosince 1980, Conakry | Guinea  | 1 – 0    | Libérie |

Guinea postoupila do třetí fáze díky celkovému vítězství 1-0.
| Datum                          | Domácí   | Výsledek | Hosté    |
| ------------------------------ | -------- | -------- | -------- |
| 12. prosince 1980, Constantine | Alžírsko | 2 – 0    | Súdán    |
| 28. prosince 1980, Chartúm     | Súdán    | 1 – 1    | Alžírsko |

Alžírsko postoupilo do třetí fáze díky celkovému vítězství 3-1.
| Datum                     | Domácí | Výsledek | Hosté |
| ------------------------- | ------ | -------- | ----- |
| 14. prosince 1980, Niamey | Niger  | 0 – 1    | Togo  |
| 28. prosince 1980, Lomé   | Togo   | 1 – 2    | Niger |

Celkové skóre dvojzápasu bylo 2-2. Niger postoupil do třetí fáze díky více vstřeleným brankám na hřišti soupeře.
- Libye se vzdala účasti, takže
- Egypt postoupil do třetí fáze bez boje.

## Třetí fáze
| Datum                       | Domácí   | Výsledek | Hosté    |
| --------------------------- | -------- | -------- | -------- |
| 1. května 1981, Constantine | Alžírsko | 4 – 0    | Niger    |
| 31. května 1981, Niamey     | Niger    | 1 – 0    | Alžírsko |

Alžírsko postoupilo do čtvrté fáze díky celkovému vítězství 4-1.
| Datum                   | Domácí  | Výsledek | Hosté   |
| ----------------------- | ------- | -------- | ------- |
| 12. dubna 1981, Conakry | Guinea  | 1 – 1    | Nigérie |
| 25. dubna 1981, Lagos   | Nigérie | 1 – 0    | Guinea  |

Nigérie postoupila do čtvrté fáze díky celkovému vítězství 2-1.
| Datum                      | Domácí | Výsledek | Hosté  |
| -------------------------- | ------ | -------- | ------ |
| 26. dubna 1981, Casablanca | Maroko | 1 – 0    | Egypt  |
| 8. května 1981, Káhira     | Egypt  | 0 – 0    | Maroko |

Maroko postoupilo do čtvrté fáze díky celkovému vítězství 1-0.
| Datum                    | Domácí  | Výsledek | Hosté   |
| ------------------------ | ------- | -------- | ------- |
| 12. dubna 1981, Kinshasa | Zair    | 1 – 0    | Kamerun |
| 26. dubna 1981, Yaoundé  | Kamerun | 6 – 1    | Zair    |

Kamerun postoupil do čtvrté fáze díky celkovému vítězství 6-2.

## Čtvrtá fáze
| Datum                       | Domácí   | Výsledek | Hosté    |
| --------------------------- | -------- | -------- | -------- |
| 10. října 1981, Lagos       | Nigérie  | 0 – 2    | Alžírsko |
| 30. října 1981, Constantine | Alžírsko | 2 – 1    | Nigérie  |

Alžírsko postoupilo na Mistrovství světa ve fotbale 1982 díky celkovému vítězství 4-1.
| Datum                       | Domácí  | Výsledek | Hosté   |
| --------------------------- | ------- | -------- | ------- |
| 15. listopadu 1981, Kenitra | Maroko  | 0 – 2    | Kamerun |
| 29. listopadu 1981, Yaoundé | Kamerun | 2 – 1    | Maroko  |

Kamerun postoupil na Mistrovství světa ve fotbale 1982 díky celkovému vítězství 4-1.